# Skosarivka
Skosarivka  (ucraniano: Скосарівка) es un pueblo del Raión de Berezivka en el Óblast de Odesa de Ucrania. Según el censo de 2001, tenía una población de 1007 habitantes.